# Qui a tué Vicky Lynn ?
Pour plus de détails, voir Fiche technique et Distribution.
Qui a tué Vicky Lynn ? (titre original : I Wake Up Screaming) est un film américain réalisé par H. Bruce Humberstone, sorti en 1941.
C'est l'un des films emblématiques du film noir. L'histoire est l'adaptation d'un roman éponyme de Steve Fisher.

## Synopsis
(septembre 2024).
Le contenu est difficilement compréhensible vu les erreurs de traduction, qui sont peut-être dues à l'utilisation d'un logiciel de traduction automatique.
Un jeune promoteur, Frankie Christopher (Victor Mature), dîne avec deux amis, l'ancien acteur Robin Ray (Alan Mowbray) et le chroniqueur de potins Larry Evans (Allyn Joslyn), quand il décide, par caprice et défi, de transformer leur serveuse, Vicky Lynn (Carole Landis), en étoile. Vicki partage un appartement avec sa sœur Jill (Betty Grable), qui travaille comme secrétaire. Après une promotion éclair, Vicki commence rapidement à devenir célèbre et elle signe secrètement un contrat avec un producteur à Hollywood. Elle dit seulement à Frankie qu'elle part la veille de son départ prévu pour Hollywood. Mais le lendemain, sa sœur Jill rentre à la maison pour trouver Vicki morte et Frankie debout sur le corps.
Frankie Christopher est accusé du meurtre de Vicky Lynn et interpellé par la police. Un officier de police obsessionnel, Ed Cornell (Laird Cregar), pousse Frankie à craquer et dit au capitaine qu'il sait que Frankie est le tueur parce qu'il affirme que Frankie était en colère que Vicky le quitte après tout ce qu'il avait fait pour elle. Frankie est libéré, mais Cornell le suit et le menace.
Frankie se cache avec l'aide de Jill et tous deux commencent à tomber amoureux. Grâce à Jill, Frankie parvient à trouver le véritable tueur, Harry Williams (Elisha Cook, Jr.), un jeune homme qui travaillait dans l'immeuble des sœurs. Il convainc deux détectives de la police que Cornell tentait de l'inculper pour le meurtre. Ils se rendent à l'appartement de Cornell où ils trouvent les murs recouverts d'affiches de Vicki, et Frankie se rend compte que Cornell était amoureux de Vicki et le blâmait de l'avoir prise à lui.

## Fiche technique
- Titre : Qui a tué Vicky Lynn?
- Titre original : I Wake Up Screaming
- Réalisation : H. Bruce Humberstone
- Scénario : Steve Fisher (roman), Dwight Taylor
- Photographie : Edward Cronjager
- Montage : Robert L. Simpson
- Musique : Cyril J. Mockridge
- Son : Bernard Freericks, Roger Heman Sr.
- Producteur : Milton Sperling
- Société de production : Twentieth Century Fox
- Durée : 82 minutes
- Pays de production : États-Unis
- Langue : Anglais
- Format : Noir et blanc — 35 mm — 1,37:1 — Son : Mono (RCA Sound System)
- Genre : Film noir
- Date de sortie : 
  - États-Unis : 31 octobre 1941

## Distribution
- Betty Grable : Jill Lynn
- Victor Mature : Frankie Christopher
- Carole Landis : Vicky Lynn
- Laird Cregar : inspecteur Ed Cornell
- William Gargan : Jerry 'Mac' MacDonald
- Alan Mowbray : Robin Ray
- Allyn Joslyn : Larry Evans
- Elisha Cook Jr. : Harry Williams
- Chick Chandler : reporter
- Cyril Ring : reporter

## À noter
- Parmi les différentes musiques de ce film on peut reconnaitre Over the rainbow (le principal titre du film Le magicien d'Oz) sorti un peu plus d'un an avant et devenu l'un des airs les plus populaires du moment.
- L'histoire fut à nouveau portée à l'écran sous le titre Le crime était signé (Vicki) en 1953.